# Морфологія (біологія)

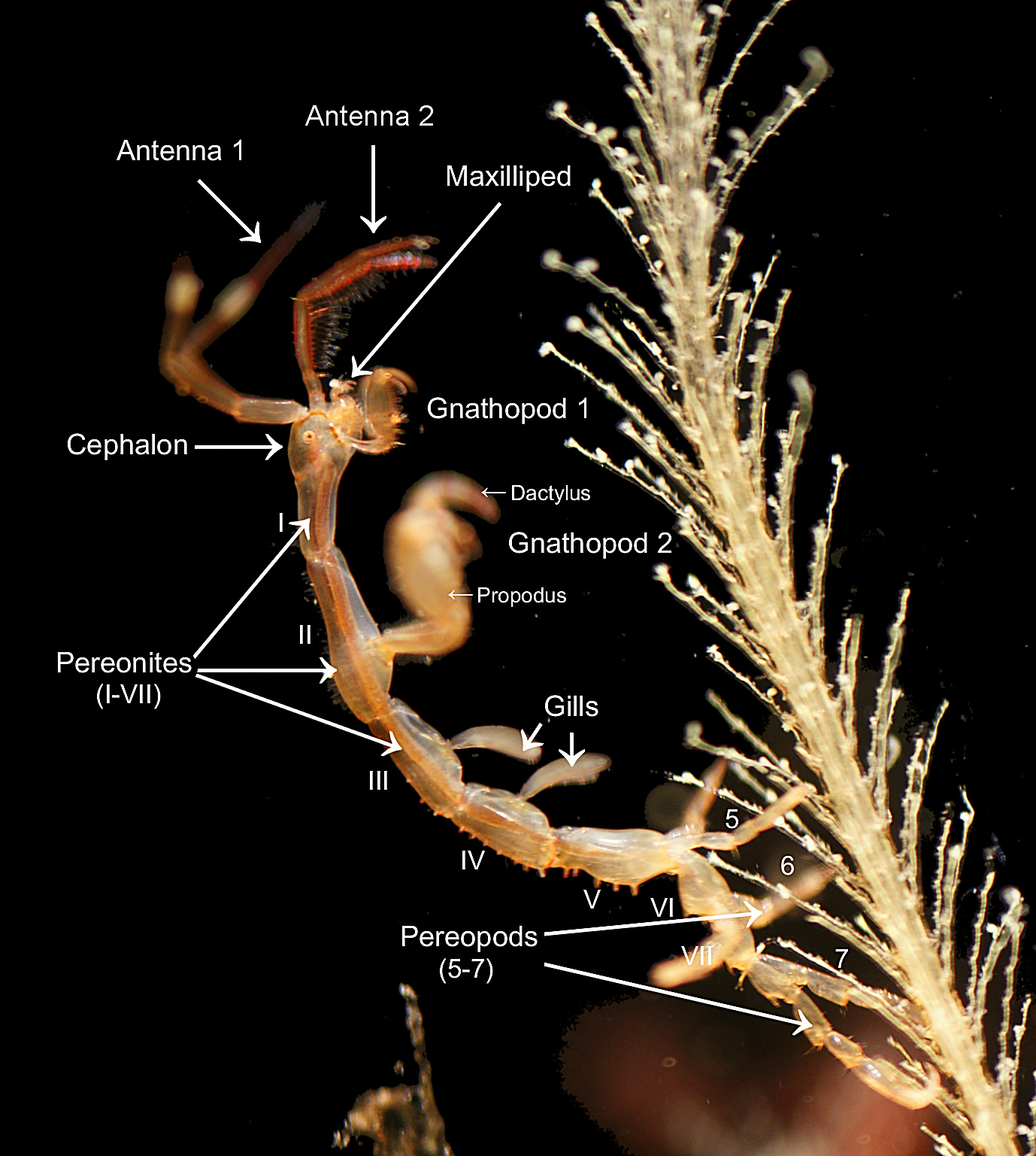
Морфологія креветки чоловічої статі, Caprella mutica

Морфологія — розділ біології, що займається вивченням форми та будови організмів та їх специфічних структурних особливостей.
Сюди входять аспекти зовнішнього вигляду (форма, структура, колір, візерунок, розмір), тобто зовнішня морфологія (або ейдономія), а також форма та структура внутрішніх частин, як-от кістки та органи, тобто внутрішня морфологія (або анатомія).